# Інгрід Бетанкур
І́нгрид Бетанку́р Пуле́сіо (ісп. Íngrid Betancourt Pulecio; *25 грудня 1961, Богота) — колумбійський політик, сенатор, колишня кандидат на посаду президента Колумбії.
Народилась у 1961 році, виросла у Парижі, де її батько був дипломатом. Мати Інгрид — колишня Міс Колумбія — працювала у Конгресі. Інгрід навчалася у Паризькому інституті політичних наук, де отримала ступінь з політології. У 1994 обиралася у колумбійський парламент, а у 1998 р. стала сенатором. у 2001 р. видала мемуари, котрі стали бестселером у Парижі. Книга була перекладена англійською та іспанською мовами.
Під час президентської кампанії у лютому 2002 Інгрид Бетанкур була захоплена в заручники повстанською організацією — Революційні збройні сили Колумбії (ФАРК). Захоплення Бетанкур отримало великий розголос у багатьох країнах світу і зокрема у Франції, де вона мала подвійне франко-колумбійське громадянство. Низка державних діячів та громадян у багатьох країнах вимагали її звільнення. Більше шести років вона знаходилася в джунглях Колумбії як заручник повстанців і була звільнена лише 2 червня 2008 у результаті операції колумбійських спецслужб.
Інгрід Бетанкур одружена. Перший чоловік був французом, теперішній чоловік — колумбієць. Має двох дорослих дітей.